# Olivier Boivin
Olivier Boivin (ur. 6 czerwca 1965 w Saint-Brieuc) – francuski kajakarz, kanadyjkarz. Brązowy medalista olimpijski z Barcelony.
Zawody w 1992 były jego jedynymi igrzyskami olimpijskimi. Po medal sięgnął w dwójce na dystansie 1000 metrów, partnerował mu Didier Hoyer. Był siedmiokrotnym medalistą mistrzostw świata w różnych konkurencjach, zdobywając cztery srebrne i trzy brązowe medale.